# Tony Hoagland
Tony Hoagland (született Anthony Dey Hoagland) (Fort Bragg, Észak-Karolina, 1953. november 19. – Santa Fe, Új-Mexikó, 2018. október 23.) amerikai költő.

## Művei
Verseskötetek
- Sweet Ruin (1992)
- Donkey Gospel (1998)
- What Narcissism Means to Me (2003)
- Unincorporated Persons in the Late Honda Dynasty (2010)
- Application for Release from the Dream (2015)
- Recent Changes in the Vernacular (2017)
- Priest Turned Therapist Treats Fear of God (2018)

Chapbook
- A Change in Plans (1985)
- Talking to Stay Warm (1986)
- History of Desire (1990)
- Hard Rain (2005)
- Little Oceans (2009)
- Don't Tell Anyone (2014)
- Into The Mystery (2018)

Esszé gyűjtemények
- Real Sofistikashun: Essays on Poetry and Craft (2006)
- Twenty Poems That Could Save America and Other Essays (2014)

## Díjai, elismerései
- James Laughlin-díj (1997, Donkey Gospel)
- Guggenheim-ösztöndíj (2000)
- Mark Twain-díj (2005)